# Korona Kielce 2011-2012
Questa voce raccoglie le informazioni riguardanti il Korona Kielce nelle competizioni ufficiali della stagione 2011-2012.

## Rosa
| N. |                                 | Ruolo | Calciatore          |
| -- | ------------------------------- | ----- | ------------------- |
| 1  | Polonia (bandiera)              | P     | Zbigniew Małkowski  |
| 26 | Polonia (bandiera)              | P     | Wojciech Małecki    |
| 80 | Polonia (bandiera)              | P     | Krzysztof Pilarz    |
| 2  | Lituania (bandiera)             | D     | Tadas Kijanskas     |
| 3  | Polonia (bandiera)              | D     | Kamil Kuzera        |
| 7  | Polonia (bandiera)              | D     | Tomasz Lisowski     |
| 9  | Polonia (bandiera)              | D     | Paweł Kal           |
| 13 | Polonia (bandiera)              | D     | Krzysztof Kiercz    |
| 17 | Slovacchia (bandiera)           | D     | Pavol Staňo         |
| 34 | Polonia (bandiera)              | D     | Piotr Malarczyk     |
| 4  | Brasile (bandiera)              | D     | Hernâni             |
| 5  | Serbia (bandiera)               | C     | Aleksandar Vuković  |
| 8  | Bosnia ed Erzegovina (bandiera) | C     | Vlastimir Jovanović |
| 10 | Polonia (bandiera)              | C     | Jacek Kiełb         |

| N. |                    | Ruolo | Calciatore         |
| -- | ------------------ | ----- | ------------------ |
| 16 | Polonia (bandiera) | C     | Artur Lenartowski  |
| 18 | Polonia (bandiera) | C     | Paweł Kaczmarek    |
| 21 | Polonia (bandiera) | C     | Łukasz Maliszewski |
| 22 | Polonia (bandiera) | C     | Grzegorz Lech      |
| 29 | Polonia (bandiera) | C     | Paweł Sobolewski   |
| 30 | Polonia (bandiera) | C     | Jakub Bąk          |
| 37 | Polonia (bandiera) | C     | Bartosz Papka      |
|    | Polonia (bandiera) | A     | Daniel Gołębiewski |
| 14 | Polonia (bandiera) | A     | Łukasz Cichos      |
| 20 | Polonia (bandiera) | A     | Maciej Korzym      |
| 23 | Polonia (bandiera) | A     | Michał Michałek    |
| 25 | Polonia (bandiera) | A     | Michał Zieliński   |
| 73 | Polonia (bandiera) | A     | Piotr Gawęcki      |